# Красний Восток (Спаський район)
Кра́сний Восто́к (рос. Красный Восток) — селище складі Спаського району Пензенської області, Росія.
Населення — 52 особи (2010; 61 у 2002).
Національний склад станом на 2002 рік:
- росіяни — 98 %